# BBL-Pokal 2020-2021
La BBL-Pokal 2020-2021, o MagentaSport BBL Pokal per ragioni di sponsorizzazione, è la 54ª Coppa di Germania di pallacanestro maschile (la 12ª con il nome di Basketball Bundesliga-Pokal).

## Squadre
Partecipano le prime 16 squadre classificate al termine della Basketball-Bundesliga 2019-2020, con la formula di una fase a gironi più Final Four a causa della pandemia di COVID-19 in Germania.

## Fase a gironi

### Girone A
| Pos | Squadra                       | G | V | P | PF  | PS  | DP  | Qualificazione              |  | BER   | BON   | BRA    | OLD   |
| --- | ----------------------------- | - | - | - | --- | --- | --- | --------------------------- |  | ----- | ----- | ------ | ----- |
| 1   | Alba Berlino                  | 2 | 2 | 0 | 193 | 145 | +48 | Qualificata alle Final Four |  | —     |       | 103–63 | TBD   |
| 2   | Telekom Baskets Bonn          | 3 | 2 | 1 | 263 | 245 | +18 |                             |  | 82–90 | —     | 91–79  | 90–76 |
| 3   | Basketball Löwen Braunschweig | 3 | 1 | 2 | 239 | 282 | −43 |                             |  |       | —     |        |       |
| 4   | EWE Baskets Oldenburg         | 2 | 0 | 2 | 164 | 187 | −23 |                             |  |       | 88–97 | —      |       |

### Girone B
| Pos | Squadra                | G | V | P | PF  | PS  | DP  | Qualificazione              |         | GOT   | FRA   | VEC   | GIE   |
| --- | ---------------------- | - | - | - | --- | --- | --- | --------------------------- | ------- | ----- | ----- | ----- | ----- |
| 1   | BG Göttingen           | 3 | 3 | 0 | 301 | 270 | +31 | Qualificata alle Final Four |         | —     | 79–64 |       |       |
| 2   | Fraport Skyliners      | 3 | 2 | 1 | 239 | 229 | +10 |                             |         |       | —     |       | 86–70 |
| 3   | RASTA Vechta           | 3 | 1 | 2 | 266 | 273 | −7  |                             | 87–99   | 80–89 | —     | 99–85 |       |
| 4   | JobStairs Gießen 46ers | 3 | 0 | 3 | 274 | 308 | −34 |                             | 119–123 |       |       | —     |       |

### Girone C
| Pos | Squadra                | G | V | P | PF  | PS  | DP  | Qualificazione              |  | ULM   | LUD   | BAM   | WUR   |
| --- | ---------------------- | - | - | - | --- | --- | --- | --------------------------- |  | ----- | ----- | ----- | ----- |
| 1   | ratiopharm Ulm         | 3 | 2 | 1 | 237 | 221 | +16 | Qualificata alle Final Four |  | —     | 92–72 | 65–74 | 80–75 |
| 2   | MHP Riesen Ludwigsburg | 3 | 2 | 1 | 249 | 231 | +18 |                             |  |       | —     |       | 78–67 |
| 3   | Brose Bamberg          | 3 | 2 | 1 | 235 | 232 | +3  |                             |  | 72–99 | —     |       |       |
| 4   | s.Oliver Würzburg      | 3 | 0 | 3 | 210 | 247 | −37 |                             |  |       | 68–89 | —     |       |

### Girone D
| Pos | Squadra                  | G | V | P | PF  | PS  | DP  | Qualificazione              |       | MON   | MIT   | CRA   | BAY     |
| --- | ------------------------ | - | - | - | --- | --- | --- | --------------------------- | ----- | ----- | ----- | ----- | ------- |
| 1   | Bayern Monaco            | 3 | 2 | 1 | 266 | 218 | +48 | Qualificata alle Final Four |       | —     |       |       | 89–95   |
| 2   | Syntainics MBC           | 3 | 2 | 1 | 282 | 305 | −23 |                             |       | 60–97 | —     | 99–94 | 123–114 |
| 3   | Harko Merlins Crailsheim | 3 | 1 | 2 | 238 | 256 | −18 |                             | 63–80 |       | —     |       |         |
| 4   | medi Bayreuth            | 3 | 1 | 2 | 286 | 293 | −7  |                             |       |       | 77–81 | —     |         |

## Final Four

### Tabellone
|  | Semifinali     | Semifinali     | Semifinali   |              |               | Finale        | Finale | Finale |  |
|  |                |                |              |              |               |               |        |        |  |
|  | Ulma           | Ulma           | 102          |              |               |               |        |        |  |
|  | Ulma           | Ulma           | 102          |              |               |               |        |        |  |
|  | Bayern Monaco  | Bayern Monaco  | 104          |              |               |               |        |        |  |
|  | Bayern Monaco  | Bayern Monaco  | 104          |              | Bayern Monaco | Bayern Monaco | 85     |        |  |
|  |                |                |              |              | Bayern Monaco | Bayern Monaco | 85     |        |  |
|  |                |                | Alba Berlino | Alba Berlino | 79            |               |        |        |  |
|  | BG 74 Gottinga | BG 74 Gottinga | Alba Berlino | Alba Berlino | 79            | 96            |        |        |  |
|  | BG 74 Gottinga | BG 74 Gottinga |              |              |               |               |        |        |  |
|  | Alba Berlino   | Alba Berlino   | 112          |              |               |               |        |        |  |

## Finale
| Arbitri: | Anne Panther Martin Matip Steve Bittner |

| |            | |
| Zipser 18 | Punti      | 17 Granger |
| Seeley, Šiško 4 | Assist     | 3 Eriksson, Granger, Lô, Sikma |
| Šiško 6 | Rimbalzi   | 6 Olinde, Thiemann |
| 2 Baldwin• 8 Reynolds• 15 Amaize• 16 Zipser• 21 Gist 1 George• 3 Krämer• 4 Seeley• 11 Lučić• 31 Šiško• 43 Radošević• 44 Grant | Formazioni | 5 Giffey• 8 Eriksson• 33 Granger• 43 Sikma• 50 Lammers 0 Lô• 3 Siva• 9 Mattisseck• 10 Schneider• 19 Olinde• 20 Fontecchio• 32 Thiemann |
| Andrea Trinchieri | Allenatori | Aíto García Reneses |